# Anna (heilige)
Anna, Sint-Anna of Hannah is volgens sommige christelijke en islamitische tradities de moeder van de Maagd Maria. Anna komt in de canonieke evangelies niet voor, wel in het apocriefe Proto-evangelie van Jakobus en in de Koran. In de oosterse kerken genoot Sint-Anna ("Hannah") al in de zesde eeuw verering als heilige; in de Latijnse Kerk pas vanaf de twaalfde eeuw. In de vroege traditie is Sint-Anna getrouwd met de priester Joachim; in latere tradities was ze driemaal getrouwd.

## Het leven van Anna volgens Jakobus
In de Bijbel worden Anna noch de moeder van Maria genoemd. De oudste vermelding is in het Proto-evangelie van Jakobus, dat dateert uit de tweede eeuw n.Chr. De anonieme schrijver noemt zichzelf Jakobus, een zoon uit het eerste huwelijk van Jozef. Hij doet het voorkomen alsof hij getuige was van de geboorte van Jezus. De schrijver leunt in zijn verhaal sterk op traditionele Bijbelse figuren en werkt de verhalen over de geboorte van Jezus uit de evangelies van Matteüs en Lucas verder uit. Zijn beschrijving van de geboorte van Maria is het begin van de Sint-Annatraditie. Het verhaal gaat als volgt:
Anna en haar man Joachim waren gehuwd, welgesteld, maar kinderloos. Zij leefden helemaal volgens de wet van Mozes. Toch wordt het offer van Joachim in de tempel geweigerd, omdat hij geen kinderen heeft. Joachim vlucht met zijn kudde de woestijn in. Anna denkt dat hij dood is en doet haar beklag bij God en vraagt om een kind. Haar gebed wordt verhoord. Tegelijk krijgt Joachim van een engel te horen dat zijn vrouw in verwachting is. Hij keert met zijn kudde terug en ontmoet zijn vrouw bij de Gouden Poort in Jeruzalem en geeft haar een kus. Anna baart een meisje: Maria. De ouders wijden het kind aan God en brengen Maria als zij drie jaar oud is naar de tempel. Daar wordt zij gevoed door engelen.
Als zij twaalf jaar oud is, wordt Maria door de hogepriester uitgehuwelijkt aan Jozef van Nazareth, een weduwnaar op leeftijd. Jozef heeft kinderen en is aannemer. Hij mag Maria alleen maar behoeden. Onmiddellijk na het huwelijk vertrekt hij voor enkele maanden naar een bouwkarwei. Maria wordt intussen zwanger door de Heilige Geest. Als Jozef thuiskomt ziet hij dat Maria in verwachting is. Ook de hogepriester komt dit te weten. Maria en Jozef moeten de proef met het bittere water ondergaan, maar doorstaan die glansrijk. Jezus wordt onderweg naar Bethlehem geboren in een grot. Een vroedvrouw constateert, dat Maria nog steeds haar maagdelijkheid behouden heeft.

## Verering en iconografie

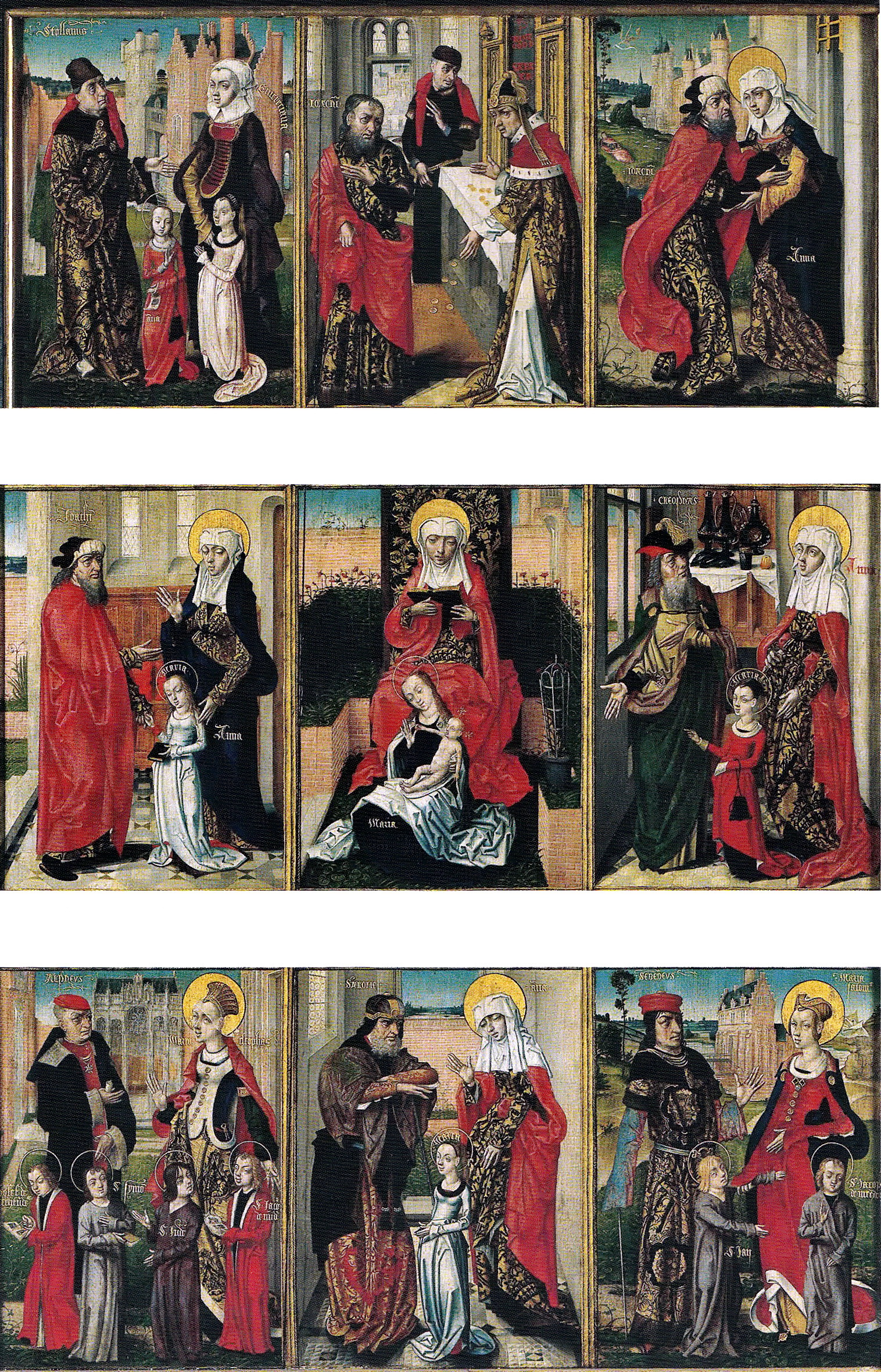
Het leven en de familie van de H. Anna door de Meester van het gezicht op Sint-Goedele, ca. 1475-1500. Middenpaneel van een drieluik in het Musée d'histoire de la médecine in Parijs

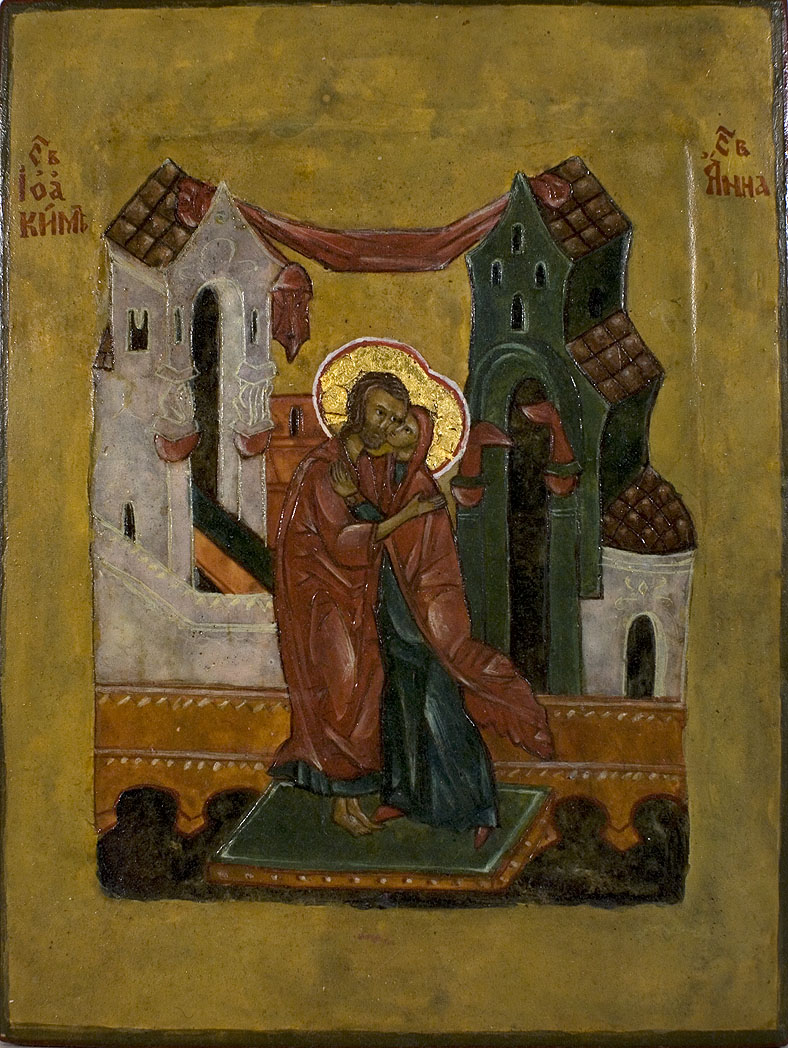
Icoon van de ontmoeting door kunstschilder Tjaarke Maas.

Zo ontstaat een nieuw verhaal, dat grote invloed heeft gehad op de volksdevotie en via deze omweg ook op het theologisch denken over Maria. De verering van Anna begint in de vijfde/zesde eeuw in het Midden-Oosten en komt al spoedig naar het Westen (Venetië en Rome). Een populair thema in de schilderkunst is de ontmoeting van Sint-Anna met Joachim bij de Gouden Poort, nadat zij op hoge leeftijd zwanger is geworden en hij uit zelfgekozen ballingschap terugkeert. Deze ontmoeting wordt in het Oosterse christendom op iconen afgebeeld.
In latere eeuwen is de legende verder uitgebreid. Niet alleen Jozef, maar ook Maria zou afstammen van koning David: zowel van vaders als van moeders kant is Jezus van koninklijken bloede. Dat is in later tijden iconografisch uitgebeeld in de boom van Jesse. In de dertiende eeuw komt het verhaal op van de drie huwelijken van Anna. Volgens de theorie van het trinubium ("drie huwelijken") zou Anna twee keer weduwe zijn geworden. Ze hertrouwde telkens, eerst met Alfeüs, daarna met Zebedeüs. Uit elk huwelijk werd een dochter geboren, na Maria, de moeder van Jezus, ook Maria van Kleopas en Maria van Salomé (zie: de drie Maria's). Op die manier ontstond de uitgebreide familie van Anna, de Heilige Maagschap, in de middeleeuwen een geliefd thema in de beeldende kunst.
De verering van Sint-Anna bereikt zijn hoogtepunt in de vijftiende en zestiende eeuw. In die tijd ontstaat een specifieke manier van afbeelden van Anna met Maria en Jezus, de Anna te Drieën. Daarbij wordt Anna aanvankelijk meestal uitgebeeld als oudere vrouw, die op haar arm een jongere vrouw (Maria) draagt, die op haar beurt een klein kind (Jezus) vasthoudt. Later staat Anna achter een zittende Madonna met kind. Rond 1600 worden Maria en Anna dikwijls afgebeeld op een bank, terwijl Jezus als klein kind tussen hen in staat. Anna heeft dan soms een boek of vrucht in haar hand. Veel van deze beelden zijn bewaard gebleven en te vinden in musea, kerken en kapellen.
De Rooms-Katholieke Kerk was niet onverdeeld gelukkig met het verhaal over de drie huwelijken van Anna, omdat haar trouwlustigheid de vleselijke lust te veel zou benadrukken. Na het Concilie van Trente (1545-63) raakte de theorie van het trinubium in diskrediet. Daarmee raakte Sint-Anna een deel van haar populariteit kwijt en haar vooraanstaande plaats in de christelijke kunst.

## Patroonheilige
De Heilige Anna is de patrones van vele kerkgebouwen, kapellen, ziekenhuizen, scholen en andere (meestal) Rooms-katholieke instellingen.